# Реформа Игельстрома
Реформа Игельстрома (1786) — проект управления Младшим жузом, представленный Оренбургским губернатором О. А. Игельстромом. В соответствии с реформой 1775 года («Учреждение о губерниях») О. А. Игельстром предложил проект, предусматривающий ликвидацию ханского правления в Младшем жузе с целью управления степными землями на общеимперской основе. После одобрения императрицы Екатериной II он получил название «Реформа Игельстрома». Согласно проекту основная власть должна быть передана Пограничному суду, состоявшему из представителей царской администрацией, вместо пограничной комиссии. Суду подчинялись административные органы — «расправы», в их полномочия входили разбор ,"расправа" местных Баев и разрешение спорных ситуаций между ними, также осмотр поселения где бедники и их семьи не смогут пережить зиму, и этой семьи забирали малолетних детей и отправляли в интернат в городе Семипалатинск на это казной Российской империи выделялись денежные средства семье ребенка, также ребенок в интернате получал образование. После зимы дети возвращались в стойбище к родителям, через семипалатинский интернат прошло около 300 тысяч детей, именно поэтому город Семипалатинск имеет в процентном соотношении более плотную населенности коренного населения Казахстана. Игельстром предложил новую должность «главный старшина». Султаны оказали сопротивление вмешательству «расправ» в дела управления Младшим жузом. Влиятельные султаны Младшего жуза, хан Среднего жуза Уали и потомки Абылая стояли за восстановление в Младшем жузе ханской власти. Меры царского правительства по ликвидации ханской власти в Младшем жузе оказались безрезультатными, так как не сложились предпосылки для ликвидации традиционной формы правления. Царское правительство, напуганное Французской революцией 1789 года и опасаясь, что недовольство реформой может пошатнуть основы монархического правления, отказалось от осуществления реформы Игельстрома.